# Adolf Ostner
Adolf Ostner (* 29. Dezember 1830 in Hof Steinbach; † 23. März 1905 in Konstanz) war ein deutscher Verwaltungsbeamter und -richter.

## Leben
Adolf Ostner wurde am 29. Dezember 1830 in Hof Steinbach, einer Kleinsiedlung auf der Gemarkung des Tauberbischofsheimer Stadtteils Dittigheim, geboren. Ostner studierte Rechtswissenschaften an der Albert-Ludwigs-Universität Freiburg, wo er Mitglied des Corps Suevia wurde.  1854 wurde er Rechtspraktikant und 1857 Referendar. 1864 wurde er Amtmann des Bezirksamts Waldshut. Im folgenden Jahr wurde er zum Oberamtmann und Amtsvorstand des Bezirksamts Schönau ernannt. 1868 wechselte er als Amtsvorstand zum Bezirksamt Boxberg, 1872 zum Bezirksamt Mosbach und 1876 zum Bezirksamt Konstanz. 1880 wurde er zudem Stadtdirektor von Konstanz. 1886 wechselte er als Geheimer Regierungsrat zum Badischen Verwaltungsgerichtshof. Von 1892 bis zu seiner Pensionierung 1899 war er Verwaltungsgerichtsrat. 1896 wurde er zum Geheimen Rat 3. Klasse ernannt.
Von 1890 bis 1892 war Ostner Staatskommissar für den Bezirk der Versicherungsanstalt Baden.